# Crocidura palawanensis
Crocidura palawanensis es una especie de musaraña de la familia Soricidae.

## Distribución geográfica
Es endémica de Palawan, en las Filipinas.